# Garypus nicobarensis
Garypus nicobarensis är en spindeldjursart som beskrevs av Beier 1930. Garypus nicobarensis ingår i släktet Garypus och familjen gammelekklokrypare. Inga underarter finns listade i Catalogue of Life.